# 維科斯-奧歐斯國家公園
39°58′10″N 20°43′41″E / 39.96944°N 20.72806°E

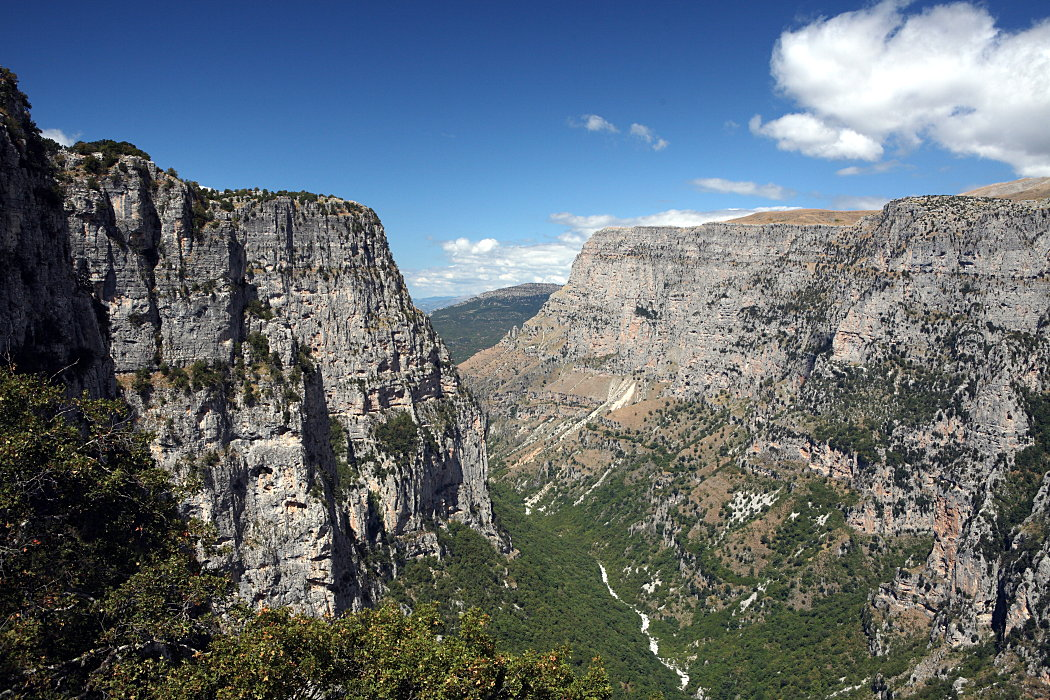

維科斯－奧歐斯國家公園是希臘的國家公園，位於該國西北部伊庇魯斯，成立於1973年8月20日，面積126平方公里，有熊、狐、鹿等野生動物棲息。